# Poranna kąpiel (film 1896)
Poranna kąpiel – amerykański film niemy z 1896 roku w reżyserii Jamesa H. White'a.